# Mauricio Litman
Mauricio Litman (Buenos Aires, Argentina, 17 de julio de 1915 - 24 de abril de 1988) fue un empresario argentino que realizó importantes emprendimientos inmobiliarios en Punta del Este, Uruguay.

## Biografía
Quedó huérfano de padre a los 11 años por lo que tuvo que abandonar los estudios y salir a trabajar. Desde muy joven se destacó por sus aptitudes comerciales. En un principio se dedicó al negocio de ferretería, en el que llegó a tener el segundo negocio más importante de Buenos Aires. Operaba bajo el nombre de Morea S.A.. También tenía una representación para la venta de vehículos de una fábrica de Chicago y de repuestos de origen alemán. Estableció entonces la firma Ciervo S.A.. 
En 1943, en una cena en Punta del Este, le ofrecieron en venta 52 terrenos en el balneario uruguayo en una zona aún no urbanizada. Litman adquirió esas y otras tierras en lo que actualmente es el barrio Cantegril. Realizó un loteamiento y abrió calles. Su idea era crear un club campestre en el medio del bosque, rodeado de bungalows. Para vender su urbanización, Litman desplegó un novedoso criterio publicitario y propagandístico. El nombre Cantegril en idioma provenzal significa "canta el grillo" y probablemente esté inspirado en la obra homónima de Raymond Escholier de 1921.
En Buenos Aires, Litman se dedicaba a la producción de viviendas prefabricadas. Con él trabajaba el arquitecto Alberto Ugalde, quien se encargaría de realizar la urbanización y se convertiría en la mano derecha de Litman en Punta del Este. Tras asociarse con José Iturrat para abrir una inmobiliaria, Litman emprendió una intensa campaña de publicidad en los periódicos de Montevideo. Promovió excursiones en ómnibus y en ferrocarril para atraer nuevos visitantes, muchos de los cuales se aficionaron al lugar y se hicieron propietarios. En su propia imprenta editó catálogos con fotografías para dar a conocer el balneario y la urbanización.
El 2 de febrero de 1947 inauguró el edificio del Cantegril Country Club, proyectado por el arquitecto Rafael Lorente Escudero. Los invitados a la inauguración -entre los que se encontraba el presidente Luis Batlle Berres- se encontraron con un gran salón de fiestas, salas de bridge, de lectura, de bowling y ping-pong. El exterior totalmente enjardinado con sus lugares para deportes, con canchas de tenis y frontón, además de una piscina con todos los implementos que la convertían en la más moderna de la zona. 
Los primeros trece bungalows, ubicados alrededor del club, fueron diseñados por el arquitecto Julio Aranda y construidos por la empresa Giovinazzo. Posteriormente, Litman siguió construyendo. Se estima que hizo una cantidad cercana a los 500 bungalows. Las nuevas edificaciones estaban enjardinadas para preservar las características de barrio jardín. Litman construyó su propia casa en la zona, a la que denominó "Woodland's".
Durante el gobierno de Batlle Berres, Litman donó al Estado uruguayo una casa sobre la Avda. Roosevelt que se convirtió en la residencia presidencial de veraneo en Punta del Este. En ese mismo año, Don Miguel Di Paulo Russomagno, compró el terreno aledaño, el que se usaría como comercio dedicado a la Jardinería y llevaría el nombre de Jardín Imperial, siendo pieza fundamental en el desarrollo de los jardines de muchos edificios contemporáneos en la década de los 60 y 70. 
En 1957 se construyó el Residencial del Country, ubicado en una de las calles laterales del Cantegril Country Club. Nombró representantes en distintas provincias argentinas y tenía oficinas propias en Montevideo y Buenos Aires, desde donde promocionaba su urbanización y las bellezas de Punta del Este. Rápidamente, el Cantegril Country Club se convirtió en el centro de la vida social y deportiva del balneario.
La playa del nuevo barrio fue "El Grillo", donde Litman construyó un parador. Su concepción publicitaria incluía también la organización de eventos culturales y sociales de relevancia internacional. Como forma de promocionar su urbanización organizó eventos culturales y sociales de relevancia internacional: los Festivales Internacionales de Cine (el primero realizado en 1951) y los concursos de belleza Reina de Punta del Este (desde 1966), Reina de las Azafatas (1967) y Reina Mundial del Turismo (desde 1970). Logró traer a actores, directores y periodistas cinematográficos de primera línea en Europa, Estados Unidos, Japón, México, Argentina y Brasil. En los certámenes de Reina de las Azafatas participaron representantes de aerolíneas prestigiosas como Air France, American Airlines, Pan American, Varig, Braniff, Iberia, Air Afrique y United Arab Airlines. 
El primer Festival Internacional de Cine de Punta del Este se realizó durante los meses de febrero y marzo de 1951. Se trató de un desafío, ya que hubo que organizar un festival de nivel internacional en pocos meses y el país no tenía experiencia previa ni industrias cinematográficas. Para la ocasión se estableció la entrega de la distinción cinematográfica a las películas premiadas que consistió en "El Liber", que era una estatuilla con la reproducción de un detalle del Obelisco a los Constituyentes de 1830. Se trataba de una escultura simbólica que representaba a la libertad. 
En 80 días se construyeron un cine cerrado, la discoteca "Noa Noa" (contigua a la sede del Cantegril Country Club), un cine al aire libre y del pabellón de información y prensa ubicado frente al cine. El 26 de noviembre de 1950 comenzó la construcción del edificio del cine, diseñado por los arquitectos argentinos Jorge De la María Prins y José M. Olivera, de seiscientas butacas con un diseño adecuado al ambiente cuasi-campestre de su ubicación. Se trabajó hasta el mismo día de la inauguración. La expectativa creada en torno al festival era enorme. 
El Cantegril Country Club también promovió actividades deportivas de importancia. Litman contrató jugadores internacionales de tenis para partidos de exhibición y profesores de primer nivel para impartir clases. También incorporó el Club de Golf a las actividades del Country e instituyó importantes premios, como la Copa de Oro (1954) y la Copa Aníbal Vigil (1959). Además, Litman promovió –a su costo- la visita de periodistas extranjeros, para que conocieran Punta del Este y difundieran por el mundo sus bondades y múltiples emprendimientos.
En 1956 Litman inició la construcción del edificio "Vanguardia" ubicado en la rambla costanera sobre la playa La Pastora. En 1957 se construyó el primero de los cuatro bloques, edificados uno a continuación de otro. Junto con el edificio "Península" fueron los primeros edificios de apartamentos que quebraron la horizontalidad del balneario. En 1963 se construyó el edificio "Santos Dumont", con 300 unidades habitacionales y una galería comercial. La construcción fue iniciada por Litman y continuada por el grupo inversor venezolano FINURSA.
En 1965 la Comisión Nacional de Turismo distinguió la trayectoria de Litman y le concedió el premio al Mérito Turístico. En febrero de 1968 se inauguró el edificio "Lafayette", con la presencia del presidente de la República, Jorge Pacheco Areco. Lo siguió el edificio "Kennedy", en diciembre de 1971. 
En 1960 Litman presentó una iniciativa para solucionar el problema del abastecimiento de agua potable que sufría el balneario. La empresa estatal OSE no disponía del dinero para realizar las obras de la laguna del Sauce que asegurarían el suministro regular a la población -toma de agua, potabilización y entubamiento hasta Punta del Este. Litman propuso que la Intendencia de Maldonado le prestara a OSE el dinero necesario y que ésta a cambio le cediera el cobro de las facturas hasta que se alcanzara el monto prestado. La idea no fue aceptada y las obras tardaron más de una década en realizarse.
Con la irrupción del gobierno cívico-militar en 1973, Litman fue perseguido e, incluso, detenido por presuntos delitos económicos, como evasión de impuestos y fuga de capitales. En mayo de 1974 sus empresas fueron intervenidas por el Estado. Volvió a la Argentina, donde desarrolló actividades comerciales en Bariloche. Luego se radicó en los Estados Unidos. Con el restablecimiento de la democracia en 1985, Litman y su familia regresaron a Punta del Este.

## Familia
En 1943 se casó con Blanca Mazer, con quien tuvo seis hijos: Silvia Mónica, Alejandro, Diego, Enrique, José Luis y Guillermo. Falleció el 24 de abril de 1988.